# Tyrannus
Tyrannus Lacépède, 1799 è un genere di uccelli passeriformi della famiglia Tyrannidae.

## Descrizione
Preferiscono aree semi-aperte o aperte. Questi uccelli aspettano su un posatoio esposto e poi catturano insetti in volo. Hanno ali lunghe e appuntite e ampi becchi larghi. Questi uccelli tendono a difendere i loro territori di nidificazione in modo aggressivo, spesso scacciando uccelli molto più grandi. Nel 2009, un tiranno è stato fotografato mentre difendeva i suoi piccoli, atterrando e affondando gli artigli sulla schiena di una poiana codarossa e beccandole il cranio fino a quando la poiana non ha rinunciato ed è volata via.

## Tassonomia
Il genere Tyrannus comprende le seguenti specie:
- Tyrannus niveigularis Sclater, 1860
- Tyrannus albogularis Burmeister, 1856
- Tyrannus melancholicus Vieillot, 1819
- Tyrannus couchii Baird, 1858
- Tyrannus vociferans Swainson, 1826
- Tyrannus crassirostris Swainson, 1826
- Tyrannus verticalis Say, 1822
- Tyrannus forficatus (Gmelin, 1789)
- Tyrannus savana Daudin, 1802
- Tyrannus tyrannus (Linnaeus, 1758)
- Tyrannus dominicensis (Gmelin, 1788)
- Tyrannus cubensis Richmond, 1898 - tiranno reale di Cuba
- Tyrannus caudifasciatus d'Orbigny, 1839